# سرطان كماني تانجري
سرطان كماني تانجري (الاسم العلمي: Uca tangeri) هو نوع من الحيوانات يتبع جنس السرطان الكماني من فصيلة السرطانات الشبحية.